# بالد ایگل (کنتاکی)
بالد ایگل (به انگلیسی: Bald Eagle) یک منطقهٔ مسکونی در ایالات متحده آمریکا است که در شهرستان بث، کنتاکی واقع شده‌است. بالد ایگل ۲۴۱٫۱ متر بالاتر از سطح دریا واقع شده‌است.